# Борьба самбо на летней Спартакиаде народов СССР 1979
33-й Чемпионат СССР по самбо проходил в Москве с 11 по 15 июня 1979 года. В соревнованиях участвовало 329 спортсменов.

## Медалисты
| Весовая категория              | Золото                                        | Серебро                                        | Бронза                                     |
| ------------------------------ | --------------------------------------------- | ---------------------------------------------- | ------------------------------------------ |
| Наилегчайший вес (до 48 кг)    | Нурислам Халиуллин «Динамо» (Владивосток)     | Минзагит Багаутдинов «Буревестник» (Челябинск) | Сергей Терновых «Динамо» (Сухуми)          |
| Легчайший вес (до 52 кг)       | Юрий Круглов «Динамо» (Куйбышев)              | Иосиф Магалашвили «Динамо» (Тбилиси)           | Н. Катриченко «Авангард» (Днепропетровск)  |
| Полулёгкий вес (до 57 кг)      | Халим Гареев «Труд» (Ангарск)                 | А. Зверев «Динамо» (Москва)                    | В. Южаков «Динамо» (Одесса)                |
| Лёгкий вес (до 62 кг)          | Евгений Есин «Труд» (Кстово)                  | Зяки Умяров «Труд» (Дзержинск)                 | В. Халанский «Буревестник» (Владивосток)   |
| 1-й полусредний вес (до 68 кг) | Арамбий Хапай «Урожай» (Майкоп)               | Константин Герасимов «Динамо» (Саратов)        | Виктор Голяков «Буревестник» (Москва)      |
| 2-й полусредний вес (до 74 кг) | Николай Баранов «Труд» (Кстово)               | Б. Тимошенко «Буревестник» (Москва)            | С. Солосин Вооружённые Силы (Москва)       |
| 1-й средний вес (до 82 кг)     | Аркадий Бузин «Буревестник» (Владивосток)     | Виталий Песняк «Динамо» (Минск)                | В. Ощепков «Труд» (Краснокамск)            |
| 2-й средний вес (до 90 кг)     | Александр Пушница «Динамо» (Омск)             | В. Несветайлов «Труд» (Новокузнецк)            | В. Гончаров «Динамо» (Витебск)             |
| Полутяжёлый вес (до 100 кг)    | Геннадий Малёнкин Вооружённые Силы (Владимир) | Хазрет Куваев «Урожай» (Майкоп)                | Антон Новик Вооружённые Силы (Минск)       |
| Тяжёлый вес (свыше 100 кг)     | Виталий Кузнецов Вооружённые Силы (Москва)    | Виктор Погориллер «Колос» (Одесса)             | Владимир Шкалов Вооружённые Силы (Барнаул) |